# 伊登鎮區 (密歇根州萊克縣)
伊登鎮區（英語：Eden Township）是位於美國密歇根州萊克縣的一個行政鎮區。

## 地方資料
伊登鎮區的面積為94.60平方千米，當中陸地面積為94.20平方千米，而水域面積為0.40平方千米。根據2020年美國人口普查的數據，當地共有人口469人，而人口密度為每平方千米4.96人。